# Paweł Podsiadło
Paweł Podsiadło (ur. 29 marca 1986 w Kielcach) – polski piłkarz ręczny, lewy rozgrywający, od 2017 zawodnik Azotów-Puławy.

## Kariera klubowa
Wychowanek Vive Kielce, włączony do zespołu seniorów w 2003. Z kieleckim klubem dwukrotnie zdobył mistrzostwo Polski i cztery razy wywalczył Puchar Polski. W sezonie 2008/2009, w którym w 32 meczach zdobył 119 bramek, został wybrany do najlepszej siódemki Ekstraklasy. W barwach Vive grał też w europejskich pucharach, w tym w latach 2009–2011 w Lidze Mistrzów (rzucił w tych rozgrywkach 53 gole).
W latach 2011–2014 grał w Sélestat Alsace, należąc w sezonach 2011/2012 (139 bramek w 26 meczach) i 2012/2013 (135 goli w 25 spotkaniach) do czołowych strzelców francuskiej ekstraklasy (zajął odpowiednio 7. i 6. miejsce w klasyfikacji najlepszych rzucających). W latach 2014–2017 występował w USAM Nîmes Gard. Łącznie w ciągu sześciu sezonów, które spędził w najwyższej francuskiej klasie rozgrywkowej (2011–2017), rozegrał 144 mecze i rzucił 631 bramek.
W lipcu 2017 został zawodnikiem Azotów-Puławy, z którymi podpisał trzyletnią umowę. W sezonie 2017/2018 wystąpił w 36 spotkaniach Superligi, w których zdobył 114 goli. Ponadto rozegrał osiem meczów w Pucharze EHF, rzucając w nich 29 bramek. W sezonie 2018/2019 wystąpił w Superlidze w 28 spotkaniach i zdobył 97 goli (otrzymał nominację do nagrody dla najlepszego bocznego rozgrywającego ligi), zaś w Pucharze EHF rozegrał osiem meczów, w których rzucił 47 bramek (najlepszy wynik w zespole).

## Kariera reprezentacyjna
W 2006 uczestniczył w mistrzostwach Europy U-20 w Austrii, podczas których rzucił 49 goli i zajął 3. miejsce w klasyfikacji najlepszych strzelców turnieju.
W reprezentacji Polski seniorów zadebiutował 18 grudnia 2010 w przegranym spotakniu z Rumunią (26:28), w którym zdobył jedną bramkę. Znalazł się wśród zawodników rezerwowych dla kadry powołanej na mistrzostwa świata w Szwecji (2011). Wystąpił w trzech spotkaniach rewanżowych kwalifikacji do mistrzostw Europy w Danii, rzucając dwie bramki w meczu z Ukrainą (27:22; 16 czerwca 2013). Powołany został do szerokiej kadry na ME 2014 (na turniej ostatecznie nie pojechał). Do gry w reprezentacji Polski powrócił w 2019 za kadencji trenera Patryka Rombla.

## Sukcesy
Vive Kielce
- Mistrzostwo Polski: 2008/2009, 2009/2010
- Puchar Polski: 2005/2006, 2008/2009, 2009/2010, 2010/2011

Indywidualne
- Najlepszy lewy rozgrywający Ekstraklasy: 2008/2009 (Vive Kielce)[4]
- 3. miejsce w klasyfikacji najlepszych strzelców mistrzostw Europy U-20 w Austrii w 2006 (49 bramek; Polska U-20)[10]
- 6. miejsce w klasyfikacji najlepszych strzelców francuskiej ekstraklasy: 2012/2013 (135 bramek; Sélestat Alsace[5])
- 7. miejsce w klasyfikacji najlepszych strzelców francuskiej ekstraklasy: 2011/2012 (139 bramek; Sélestat Alsace[5])
- 8. miejsce w klasyfikacji najlepszych strzelców Ekstraklasy: 2007/2008 (141 bramek; Vive Kielce)[13]